# KNM-OG 45500
KNM-OG 45500 o KNM-OL 45500 son los nombres de catálogo de un cráneo parcial de Homo erectus, de 900 000 a 970 000 años de antigüedad, encontrado en 2003 en el yacimiento de Olorgesailie, Kenia, por el equipo liderado por Richard Potts y descrito por él mismo y colaboradores el año siguiente.
La datación de los fósiles se realizó un la combinación de la datación de las pumitas de ls estratos adyacentes por el método del argon-argon y el paleomagnetismo.
Es el único resto del género Homo encontrado hasta ahora en la zona conocida como Olorgesailie, si bien ha sido excavada desde 1942, ya que es un yacimiento que ha ofrecido más de 34 000 herramientas de piedra. En 1999 se extrajo la roca donde se hallaba el fósil, pero no fue descubierto y recuperado hasta 2003.
Las iniciales KNM del nombre corresponden a Kenya National Museum (ahora conocido como National Museums of Kenya) y OG u OL por el nombre del yacimiento paleontológico, de Olorgesailie.

## Descripción
Los restos pertenecen a un adulto o casi adulto, por su tamaño, y se componen por el hueso frontal, el temporal izquierdo y 9 fragmentos de calvaria. Todos juntos hacen el código de catálogo KNM-OG 45500.
Tiene algunos caracteres distintos a los de previos erectus africanos, pero mantiene suficientes como para poderlo catalogarlo como uno de ellos. Por ejemplo, tiene un doble toro supraorbital fino en la vertical comparado con otros erectus.